# Smrt Bogorodice (Caravaggio)
Smrt Bogorodice je slavno ulje na platnu talijanskog baroknog slikara Caravaggia iz oko 1606. godine.

## Povijest
Za života Caravaggio je naslikao brojna značajna djela, ali ono koje bi se izdvojilo je Smrt Djevice Marije za koje bi se moglo reći da je iz istog razdoblja kad je naslikao i Gospu s Djetetom i sv. Anom. Sliku je naručio Laezio Cherubini, papinski odvjetnik, za svoju kapelu Santa Maria della Scalla u Trasteveru, Rim. Smrt Djevice izazvala je nezadovoljstvo papinskog odvjetnika i on ju je odbio kao neprimjerenu (con poco decoro). Zamjerilo mu se da je u potpunosti zanemario svetost koju je zapravo trebao istaknuti i umjesto toga slika ne pokazuje nikakvo poštovanje. Giulio Mancini je čak izjavio kako je Caravaggiu za to djelo kao model poslužila prostitutka, vjerojatno njegova ljubavnica. 
Slika je dovršena u vrijeme kada Crkva još uvijek nije usvojila dogmu o načinu Djevičine smrti. Mnogi su do tada vjerovali da je uznešena na Nebesa zdrava i prije same smrti. Tek je papa Ivan Pavao II. utvrdio kako je vjerojatnije bezbolno umrla prirodnom smrću prije njenog uznesenja na Nebo.
Peter Paul Rubens je hvalio ovo djelo kao najbolju Caravaggiovu sliku i na njegov nagovor kupio ju je Vincenzo Gonzaga, vojvoda Mantove 1607. god. Tada je Caravaggio već bio u bijegu iz Rima jer je u svađi ubio čovjeka. Vojvodinu kolekciju je kupio Karlo I., kralj Engleske, 1627. godine. Nakon kraljeva pogubljenja, engleski protektorat ju je 1649. prodao Jabachu koji ju je opet 1671. godine prodao Luju XIV., za njegovu kraljevsku kolekciju. Poslije Francuske revolucije pripala je državi Francuskoj i danas je izložena u muzeju Louvre.

## Odlike
U trezvenom ozračju i slikovnom naturalizmu slika podsjeća na umjetnikovu sliku Polaganje Krista u grob. Tako se na objema slikama nalazi dramatična draperija, ovdje krvavo crvena u najgornjem dijelu slike prekrivajući njezinu trećinu. Kompozicija je organizirana oko Djevice, glavne teme, koju u prirodnoj veličini okružuju zgrčena Marija Magdalena i apostoli dok se ostali miješaju oko njih. Caravaggio napušta manirističku ekspresivnost i tugu likova jednostavno izražava tako što ih je naslikao u emotivnoj tišini s pognutim glavama. Gospina svetost je naglašena tek jako tankom aureolom. Caravaggiju je najvažnija njezina psihičku prisutnost, pogođena zasljepljujućim svjetlom. Umjetnik stvara iluziju dubine kroz serije svijetlih područja, od Marije Magdalene oko prodire dalje u sliku prolazeći s Marijinog lica na apostole. Koristeći se nijansama svjetlosti i sjene, Caravaggio je snažno prikazao volumen predmeta, figura i odjeće.
Ovakav trezven, iskren i vitalan izričaj u prikazu ljudskih emocija, bezobziran prema ustaljenim pravilima prikazivanja svetog, snažno je utjecao na cijelo slikarstvo 17. stoljeća.